# Elektrownia Goryń
Elektrownia Goryń – elektrownia wodna zaliczana do klasy MEW na rzece Radomce, we wsi Goryń w województwie mazowieckim, w powiecie radomskim, w gminie Jastrzębia. Wyposażona jest w turbinę ślimakową zamontowaną w czerwcu 2011 roku na istniejącym jazie, wyprodukowaną przez czeską firmę GESS-CZ s.r.o. z Hranic. Moc instalowana elektrowni to 80 kW. Przy elektrowni wybudowano przepławkę dla ryb. Właścicielem był Bogdan Dams. Od 2021 roku jest nim Elektrownia Wodna Goryń Sp. z o.o..
Bogdan Dams Mała Elektrownia Wodna Fabryka Prądu została laureatem XIII edycji konkursu ogólnopolskiego konkursu „Sposób na sukces”. 

## Dane techniczne
- Spad znamionowy: 2 m[5]
- Turbina ślimakowa firmy GESS-CZ s.r.o.[5]
- Moc instalowana: 80 kW[5]
- Przepływ: 5 m³/s.[5]
- Średnioroczna produkcja energii elektrycznej: 350-400 MWh[5].